# Slag bij Marietta
De Slag bij Marietta vond plaats tussen 9 juni en 3 juli 1864 in Cobb County Georgia tijdens de Amerikaanse Burgeroorlog. De Noordelijke strijdmacht onder leiding van generaal-majoor William T. Sherman viel in een reeks van veldslagen de Zuidelijke defensieve stellingen aan bij Marietta die onder leiding stonden van generaal Joseph E. Johnston. Deze veldslagen vonden plaats gedurende 4 weken en bestonden uit de slagen bij Pine Mountain op 14 juni, Gilgal Church op 15 juni,  Kolb’s Farm op 22 juni en Kennesaw Mountain op 27 juni. Op 18 juli diende Johnston een deel van zijn leger terug te trekken om de dreiging op zijn aanvoerlijnen het hoofd te bieden. De Noordelijken slaagden echter pas op 3 juli er volledig in om de Zuidelijken uit hun stellingen te forceren.